# Evgeny Rylov
Evgeny Mikhailovich Rylov (em russo:  Евгений Михайлович Рылов; Novotroitsk, 23 de setembro de 1996) é um nadador russo, medalhista olímpico.

## Carreira
Rylov competiu nos Jogos Olímpicos de 2016, conquistando a medalha de bronze nos duzentos metros costas. Obteve dois ouros nas provas do nado costas em Tóquio 2020, um nos cem metros e outro nos duzentos metros.
Em março de 2022, desfilou no estádio Luzhniki, ao lado de Vladimir Putin, celebrando os 8 anos de anexação da Crimeia. Nesse evento usou as medalhas olímpicas ganhas nos Jogos Olímpicos de Tóquio 2020, e um “Z” no casaco, em sinal de apoio da invasão da Ucrânia pela Federação Russa em 24 de Fevereiro de 2022. Na sequência, a Speedo anunciou a rescisão do contrato com o nadador.
A Federação Internacional de Natação (FINA) revelou estar “muito desapontada por ver as notícias que dão conta da presença de Evgeny Rylov no desfile de sexta-feira no Estádio Luzhniki. Abrimos um inquérito para investigar mais sobre o tema”.